# Paola Senatore
Paola Senatore (Roma, 9 novembre 1949) è un'attrice italiana, nota soprattutto per aver interpretato numerosi film di genere negli anni settanta ed ottanta.

## Biografia
Nata a Roma da genitori calabresi, ha studiato in un collegio di suore e a vent'anni ha deciso di intraprendere la carriera di attrice. Nel 1975 le è stato assegnato un ruolo minore in Salon Kitty, diretto da Tinto Brass, con cui lavorerà anche cinque anni dopo, in Action. Nel frattempo poserà per svariati servizi fotografici.
Dopo diverse apparizioni cinematografiche (tra cui quelle in Emanuelle in America e Il ginecologo della mutua di Joe D'Amato), la sua carriera è proseguita nel cinema di genere, in particolar modo nel filone della commedia sexy all'italiana: L'infermiera di notte; Dove vai se il vizietto non ce l'hai?; La settimana al mare e La dottoressa preferisce i marinai. In quasi nessuno di questi casi, tuttavia, ha ricoperto il ruolo di protagonista. Avrà anche una parte nel cannibal movie Mangiati vivi!, diretto da Umberto Lenzi, nel 1980.
Tenterà poi altre strade, collezionando ruoli in numerosi film erotici (tra cui, Malombra; Maladonna e Penombra, la trilogia di Bruno Gaburro in cui interpreta Carlotta Raininger) e lavorando anche in un film hardcore (Non stop sempre buio in sala) oltre a posare per riviste dello stesso genere.
La sua carriera terminò il 13 settembre 1985, giorno del suo arresto per detenzione e spaccio di stupefacenti: l'attrice fu condannata a cinque mesi di reclusione nel carcere romano di Rebibbia seguiti da un anno di arresti domiciliari. Nel proprio sito internet l'attrice spiega che il periodo detentivo è riuscito a riportarla alla fede in Dio.

## Filmografia

Paola Senatore in La dottoressa preferisce i marinai (1981) di Michele Massimo Tarantini

### Filmografia non pornografica
- Robin Hood, l'invincibile arciere, regia di José Luis Merino (1970)
- A.A.A. Massaggiatrice bella presenza offresi..., regia di Demofilo Fidani (1972)
- Servo suo, regia di Romano Scavolini (1973)
- Il fiore dai petali d'acciaio, regia di Gianfranco Piccioli (1973)
- Amore quotidiano, regia di Claude Pierson (1973)
- Provaci anche tu, Lionel, regia di Roberto Bianchi Montero (1973)
- Storia di una monaca di clausura, regia di Domenico Paolella (1973)
- Diario segreto da un carcere femminile, regia di Rino Di Silvestro (1973)
- Madeleine... anatomia di un incubo, regia di Roberto Mauri (1974)
- Un tipo con una faccia strana ti cerca per ucciderti, regia di Tulio Demicheli (1974)
- L'assassino ha riservato nove poltrone, regia di Giuseppe Bennati (1974)
- L'erotomane, regia di Marco Vicario (1974)
- Salon Kitty, regia di Tinto Brass (1975)
- Càlamo, regia di Massimo Pirri (1975)
- Emanuelle in America, regia di Joe D'Amato (1976)
- Come cani arrabbiati, regia di Mario Imperoli (1976)
- Voglia di lei, regia di Claude Pierson (1976)
- Dimensione giganti, regia di Mircea Drăgan (1977)
- Casa Machada, regia di José Antonio Nieves Conde (1977)
- Nenè, regia di Salvatore Samperi (1977)
- Il ginecologo della mutua, regia di Joe D'Amato (1977)
- La donna della calda terra, regia di José María Forqué (1978)
- I guappi non si toccano, regia di Mario Bianchi (1978)
- Action, regia di Tinto Brass (1980)
- Bersaglio altezza uomo, regia di Guido Zurli (1979)
- L'infermiera di notte, regia di Mariano Laurenti (1979)
- Immagini di un convento, regia di Joe D'Amato (1979)
- Dove vai se il vizietto non ce l'hai?, regia di Marino Girolami (1979)
- Mangiati vivi!, regia di Umberto Lenzi (1980)
- La settimana al mare, regia di Mariano Laurenti (1981)
- La dottoressa preferisce i marinai, regia di Michele Massimo Tarantini (1981)
- Ti spacco il muso bimba, regia di Mario Carbone (1983)
- Malombra, regia di Bruno Gaburro (1984)
- Maladonna, regia di Bruno Gaburro (1984)
- Penombra, regia di Bruno Gaburro (1986)

### Filmografia pornografica
- Non stop sempre buio in sala, regia di Arduino Sacco (1985)
- La sfida erotica, regia di Arduino Sacco (1986)

## Doppiatrici
- Vittoria Febbi in Nenè, L'infermiera di notte
- Livia Giampalmo in L'assassino ha riservato nove poltrone
- Lorenza Biella in La dottoressa preferisce i marinai
- Ludovica Modugno in Il ginecologo della mutua
- Maria Pia Di Meo in Mangiati vivi!